# Niemenmäki
Niemenmäki (en suédois : Näshöjden) est une section du quartier de Munkkiniemi à Helsinki en Finlande.

## Description
Niemenmäki a une superficie de 0,18 km2, sa population s'élève à 1 261 habitants(1.1.2009) et il offre 1 762 emplois (31.12.2005).
Niemenmäki est bordé à l'ouest par la très fréquentée Huopalahdentie, à l'est par une zone de parcs et par Pikku Huopalahti. 
La zone de parc est située au moins en partie dans la zone de l'ancienne décharge de Pikku-Huopalahti, mais les terres souillées ont été remplacées par des terres propres.
Le parc immobilier de Niemenmäki se compose d'immeubles résidentiels construits dans les années 1960. Au nord des immeubles résidentiels, du côté nord de Lapinmäentie, se trouve l'immeuble de bureaux de Pohjola, achevé en 1969 et conçu sous la direction de l'architecte Heikki Castrén.
À proximité de Niemenmäki se trouvent, entre-autres, le centre commercial de Munkkivuori, Pikku Huopalahti,  Etelä Haaga, le bowling de Tali et le parc sportif avec son centre de tennis.

## Galerie

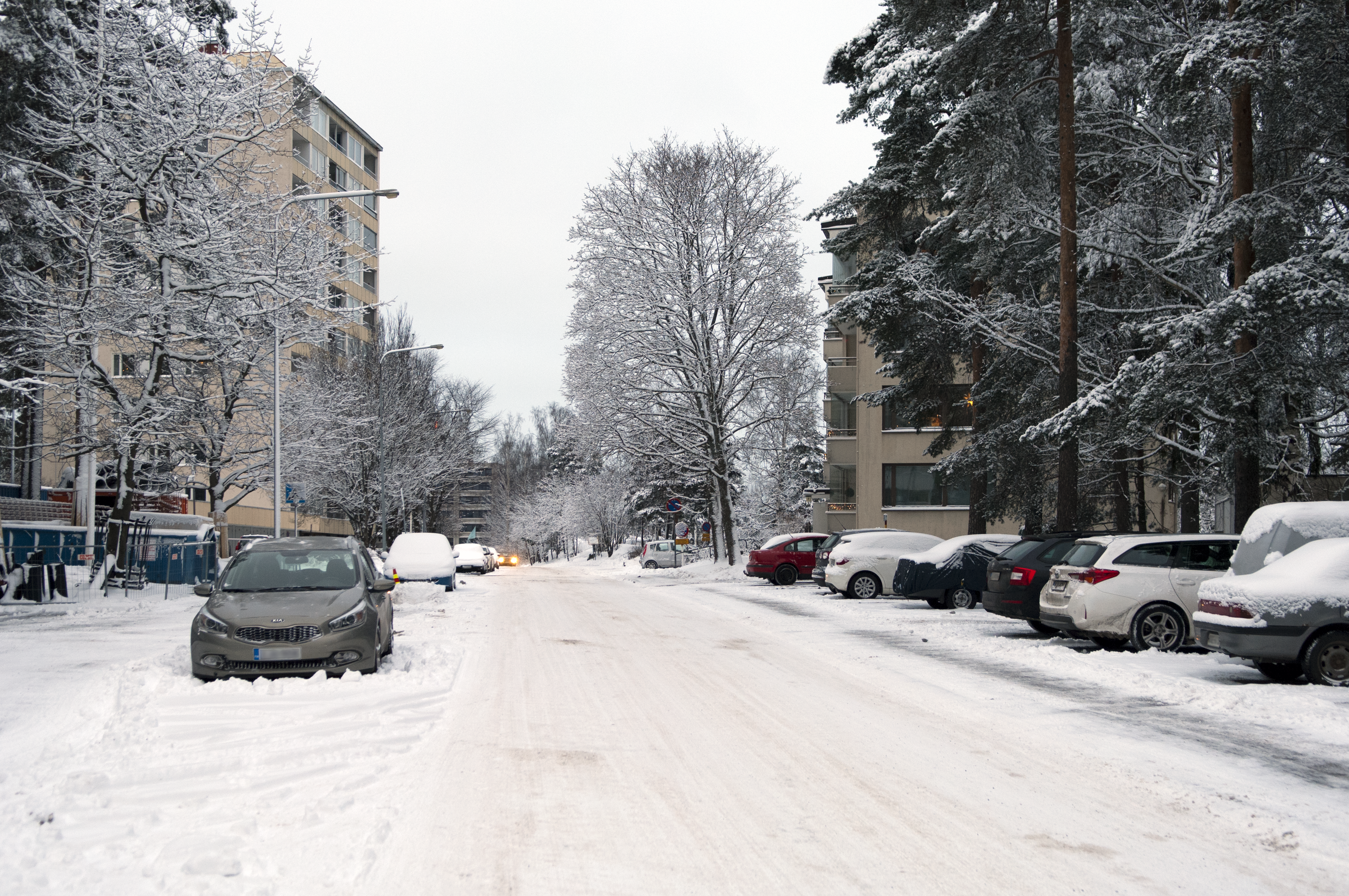
Niemenmaentie.
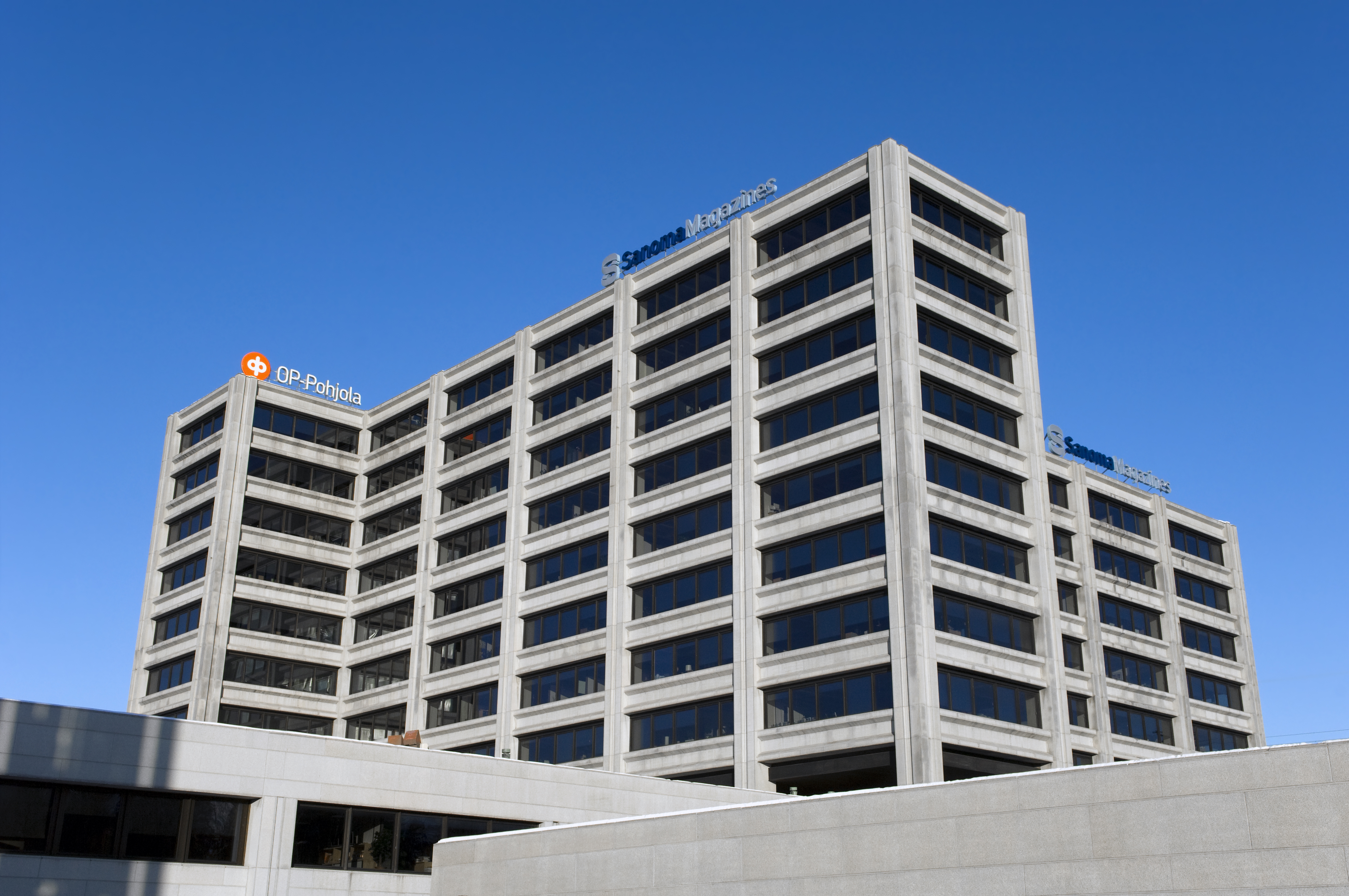
Le siège de OP-Pohjola et le siège de Sanoma Magazines.